# Posobice
Posobice jsou malá vesnice, část obce Petrovice u Sušice v okrese Klatovy v Plzeňském kraji. Nachází se asi jeden kilometr severně od Petrovic u Sušice. Je zde evidováno 11 adres. V roce 2011 zde trvale žilo jedenáct obyvatel.
Posobice jsou také název katastrálního území o rozloze 0,97 km².

## Historie
První písemná zmínka o vesnici pochází z roku 1334.

## Obyvatelstvo
| Rok            | 1869 | 1880 | 1890 | 1900 | 1910 | 1921 | 1930 | 1950 | 1961 | 1970 | 1980 | 1991 | 2001 | 2011 | 2021 |
| -------------- | ---- | ---- | ---- | ---- | ---- | ---- | ---- | ---- | ---- | ---- | ---- | ---- | ---- | ---- | ---- |
| Počet obyvatel | 53   | 59   | 53   | 52   | 50   | 44   | 46   | 36   | 40   | 33   | 20   | 21   | 16   | 11   | 14   |
| Počet domů     | 9    | 8    | 8    | 8    | 8    | 7    | 7    | 10   | 10   | 7    | 7    | 8    | 8    | 8    | 8    |

## Obecní správa
Při sčítání lidu v letech 1850–1920 Posobice byly osadou obce Maršovice v okrese Sušice. V letech 1921–1949 byly osadou obce Dolní Staňkov v okrese Sušice. Od roku 1950 jsou částí obce Petrovice u Sušice, se kterým patřil nejprve do okresu Sušice, ale od roku 1960 v okrese Klatovy.

## Galerie

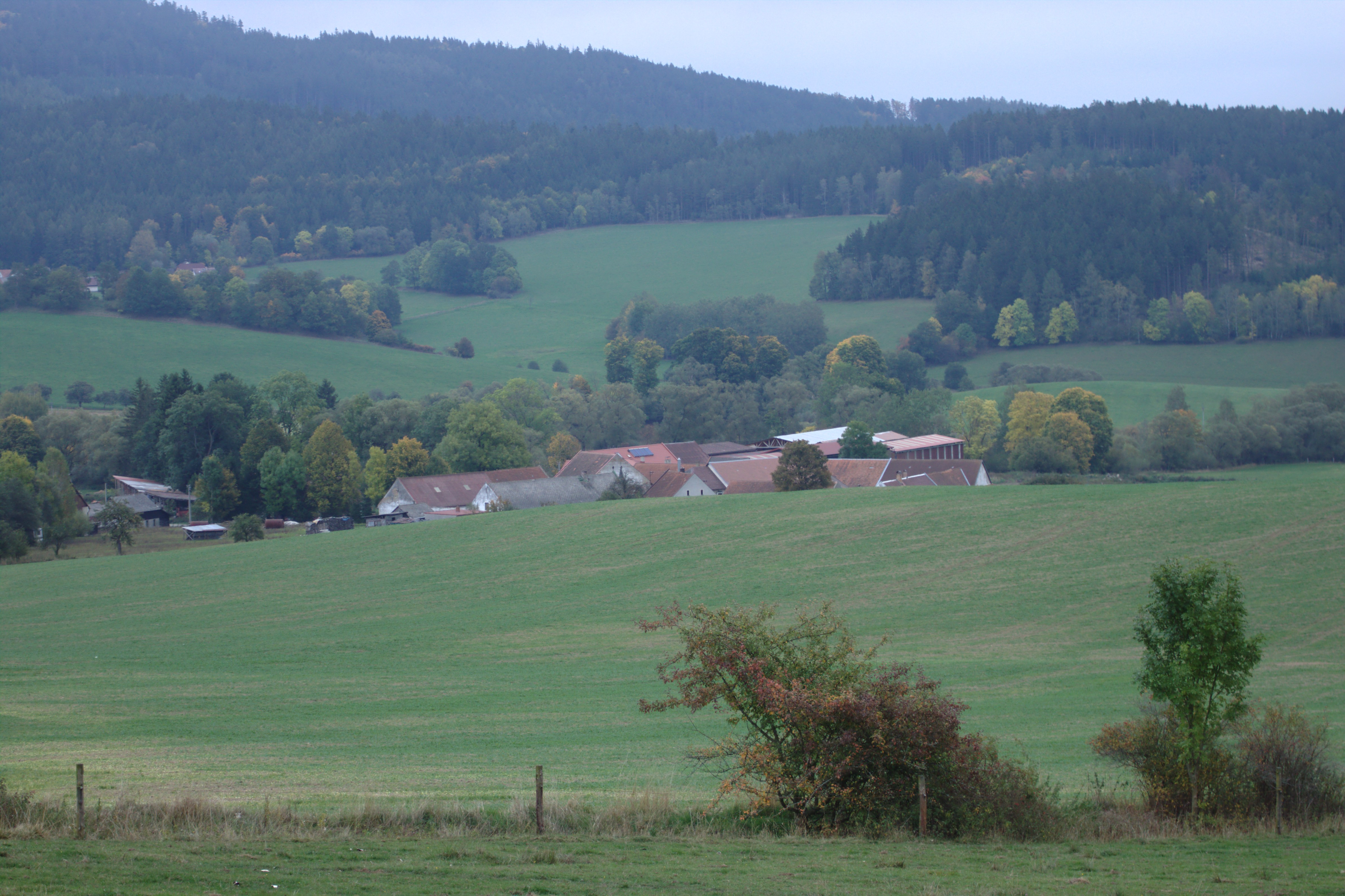
Pohled zdáli
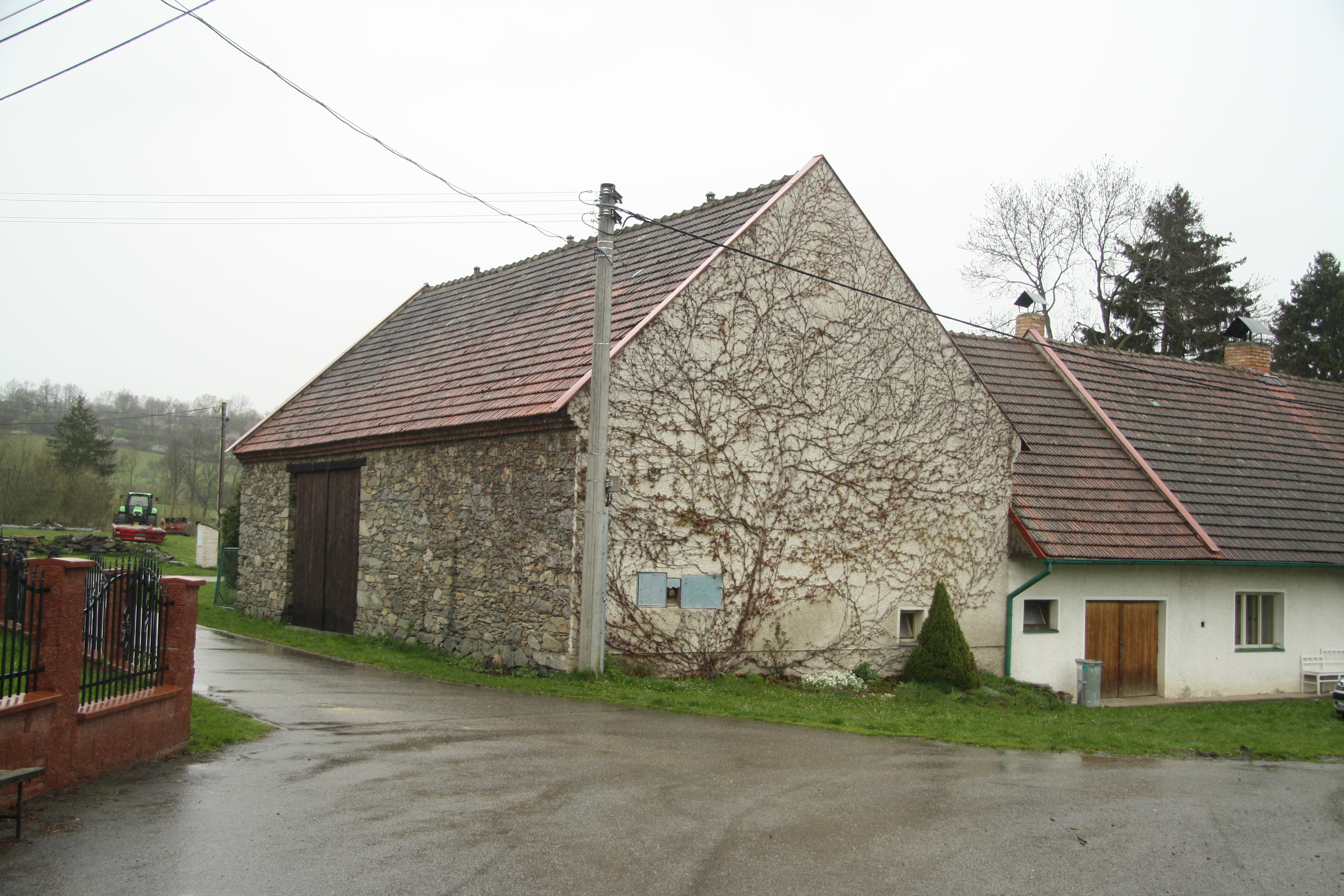
Stodola
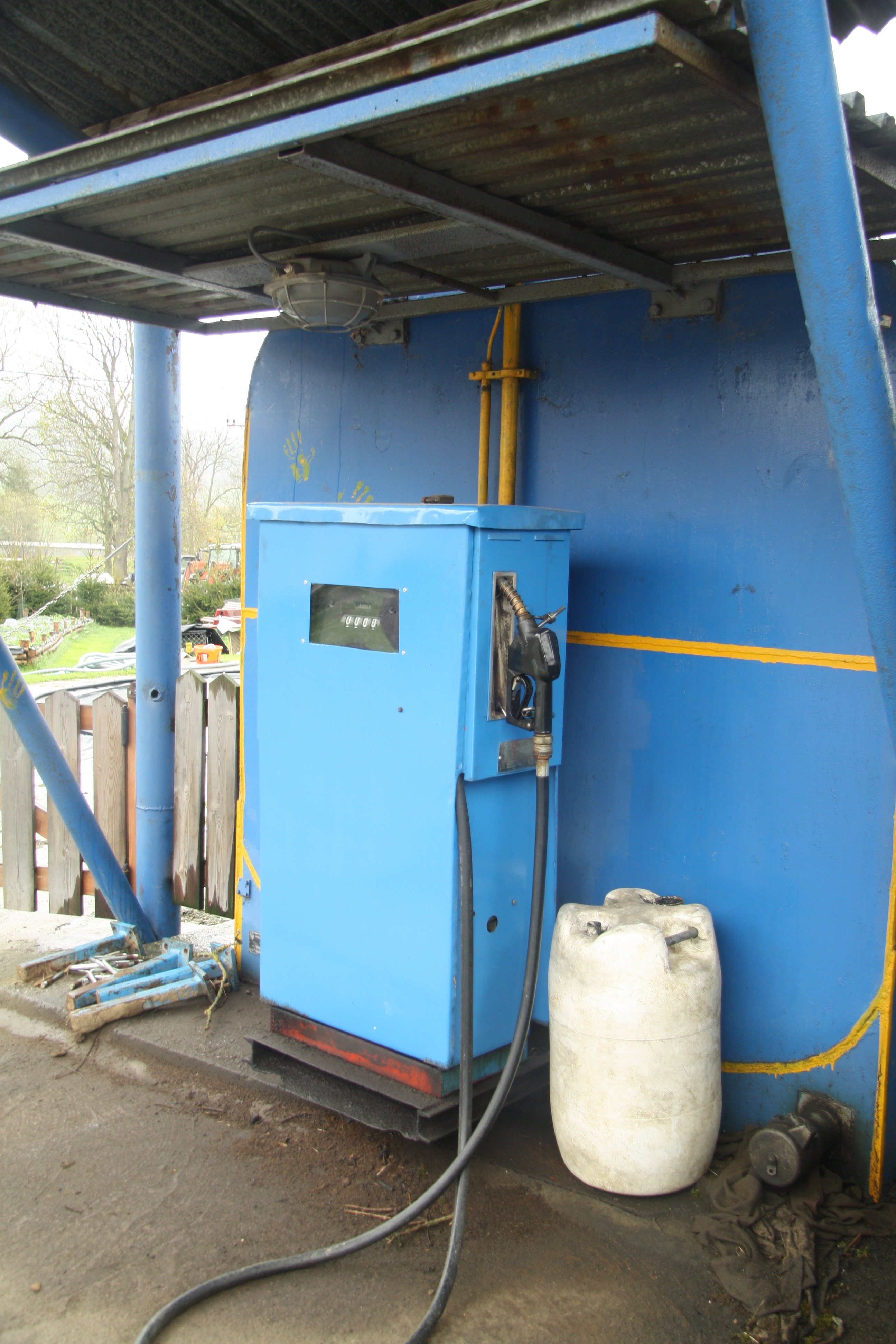
Čerpací stojan